# Catalizador de Adams
El catalizador de Adams, también conocido como dióxido de platino, se suele representar como un hidrato del óxido de platino (IV), PtO2-H2O. Es un catalizador para hidrogenación e hidrogenolisis en síntesis orgánica. Este polvo de color marrón oscuro está disponible comercialmente. El propio óxido no es un catalizador activo, pero se activa después de la exposición al hidrógeno por lo cual se convierte en negro de platino, el cual es el funge como catalizador de las reacciones.

## Preparación
El catalizador de Adams se prepara a partir del ácido cloroplatínico H2PtCl6 o del cloroplatinato de amonio, (NH4)2PtCl6, con fusión con el nitrato de sodio. Se preparó por primera vez por V. Voorhees y Roger Adams. El procedimiento consiste primero en la preparación de un nitrato de platino que se calienta con el fin de expulsar los óxidos de nitrógeno.
H2PtCl6 + 6 NaNO3 → Pt(NO3)4 + 6 NaCl (aq) + 2 HNO3
Pt(NO3)4 → PtO2 + 4 NO2 + O2
La torta resultante se lava con agua para eliminar los nitratos. El catalizador puede ser utilizado tal cual o seco, y se almacena en un desecador para su uso posterior. El platino puede ser recuperado de catalizador usado por la reconversión a cloroplatinato de amonio empleando agua regia y amoníaco. Cuando se utiliza para oxidación, tiene la siguiente estequiometría:
PtO2 + 4[H] → Pt + 2 H2O

## Usos
El catalizador de Adams se utiliza para diversas aplicaciones. Ha demostrado ser valioso para la hidrogenación, hidrogenólisis, deshidrogenación y oxidación. Durante la reacción, el metal de platino con hidrógeno adsorbido (negro de platino) es el catalizador activo. La hidrogenación se lleva a cabo mediante una adición syn cuando se utiliza en un alquino, dando como producto un alqueno cis. Algunas de las transformaciones más importantes son:
- La hidrogenación de los compuestos nitro a las aminas correspondientes. Los catalizadores de platino son preferidos a los de paladio para evitar hidrogenólisis alternativas. Cuando se efectúa la reducción de nitrocompuestos a aminas, los catalizadores de platino son preferibles a los catalizadores de paladio para minimizar la hidrogenólisis.

R-NO2 + H2 (Adams) → R-NH2
- Reducción de cetonas a alcoholes.

R-CO-R + H2 (Adams) → R-CH(OH)-R
- En las reducciones de los alquenos, se añade un nitrocompuesto (El cual no es atacado en este caso) al catalizador de Adams.

- El catalizador se utiliza también para la hidrogenólisis de ésteres fenílicos del ácido fosfórico, reacción que no ocurre con los catalizadores de paladio. El pH del disolvente afecta de manera significativa el curso de la reacción, y las reacciones de los catalizadores se han mejorado mediante la realización de la reducción en ácido acético puro, o sus diluciones en otros solventes.

## Desarrollo
Antes de desarrollarse el catalizador de Adams, las hidrogenaciones orgánicas se llevaban a cabo utilizando el paladio coloidal, el platino coloidal o negro de platino. Los catalizadores coloidales eran más activos, pero presentaban la dificultad para aislar los productos de la reacción. Esto condujo al uso generalizado del negro de platino. 

## Medidas de seguridad
Pocas medidas de precaución son necesarias con el óxido, pero, después de la exposición a H2, el platino negro resultante puede ser pirofórico. Por lo tanto, no debe dejarse secar y toda exposición al oxígeno debe reducirse al mínimo.